# Emil Brůna
R.D. Emil Brůna (23. listopadu 1909 Držkov – 5. července 1951 Chrastava) byl český římskokatolický duchovní, po roce 1948 perzekvovaný komunistickým režimem. V roce 1951 zemřel za nejasných okolností. Byl buď dohnán k sebevraždě, nebo přímo zavražděn.

## Život
Emil Brůna se narodil v Držkově v Jizerských horách v katolické rodině. Původně chtěl studovat práva, nakonec však v roce 1930 vstoupil do kněžského semináře a začal studovat teologii. O pět let později byl vysvěcen na kněze a poslán jako kaplan do Dolního Bousova. V roce 1938 nastoupil na své první samostatné místo do Vlastibořic u Turnova. Odtud byl po šesti letech přeložen do Bakova nad Jizerou, nejprve jako administrátor a od 1. ledna 1945 zde byl ustanoven farářem. V letech 1946-1947 zároveň ex currendo spravoval farnost Kněžmost.
V Bakově se stal všeobecně oblíbenou osobností a mimo jiné se aktivně účastnil zdejšího spolkového života. Po roce 1948 však začal mít problémy. Již v červnu toho roku se snažil pomoci místní pobočce Orla zachránit spolkový majetek před znárodněním a také byl pokutován za čtení zakázaného pastýřského listu Hlas biskupů a ordinářů věřícím v hodině velké zkoušky. Začal na něj být vykonáván nátlak a objevily se snahy jej z Bakova odstranit.
V roce 1951 byl z Bakova nuceně přeložen. Původně měl převzít pohraniční farnost v Mikulášovicích. Do Mikulášovic se skutečně jel podívat a následně na toto místo odmítl nastoupit s poukazem na svůj zdravotní stav (měl nemocné ledviny), na kterém by se mohly negativně podepsat tvrdé tamní podmínky, a na potřeby svých starých rodičů, kteří s ním bydleli na faře. Docílil pouze krátkého oddálení přeložení, a v dubnu 1951 musel z Bakova s konečnou platností odejít. Byl ustanoven administrátorem v Chrastavě.

## Záhadná smrt
Působení Emila Brůny v Chrastavě bylo velice krátké. Církevnímu tajemníkovi si na působení na novém místě často a naléhavě stěžoval. Na výhrůžky uvězněním reagoval konstatováním, že vzhledem ke svému zdravotnímu stavu by pobyt ve vězení nepřežil.
Dne 5. července 1951 odešel ráno na poštu, a své rodiče, kteří s ním bydleli na faře, ujistil, že se brzy vrátí. Nestalo se tak. Na druhý den byl nalezen na kostelní kruchtě za varhanami oběšený. Úřední vyšetřování bylo uzavřeno jako sebevražda, přestože úmrtí i následné vyšetřování byly provázeny řadou nejasností. Vydání těla rodině k pohřbení bylo rovněž provázeno obstrukcemi a pohřeb byl nakonec povolen pouze s podmínkou, že nikdo nebude otevírat rakev se zemřelým (zákaz otevírání rakve byl později uložen také ve známém případu záhadné smrti kněze Přemysla Coufala). Pohřební obřady v Držkově vedl děkan z Mnichova Hradiště, R.D. Antonín Holeček. Průběh pohřbu kontrolovala Státní bezpečnost.
V roce 1968 se příbuzní Emila Brůny pokusili domoci nového přešetření celého případu. Podnět na Generální prokuraturu byl nicméně podán až v létě onoho roku a po invazi vojsk Varšavské smlouvy se jím již nikdo nezabýval.